# Julie Cypher
Julie Cypher (Wichita, 24 de agosto de 1964) es una cineasta y activista estadounidense.  En 1999 ganó el Premio Stephen F. Kolzak en la gala de los GLAAD Media Awards.

## Biografía

### Inicios
Cypher nació en Wichita, Kansas en 1964. Asistió a la Universidad de Texas en Austin, donde estudió televisión y cine. Mientras trabajaba en labores técnicas en una película independiente conoció al actor Lou Diamond Phillips, con quien salió durante algunos años antes de contraer matrimonio en 1987. A finales de la década de 1980, Cypher trabajó como asistente de dirección en filmes como Demon Wind, The First Power, Dakota y Stand and Deliver.

### Relación con Melissa Etheridge

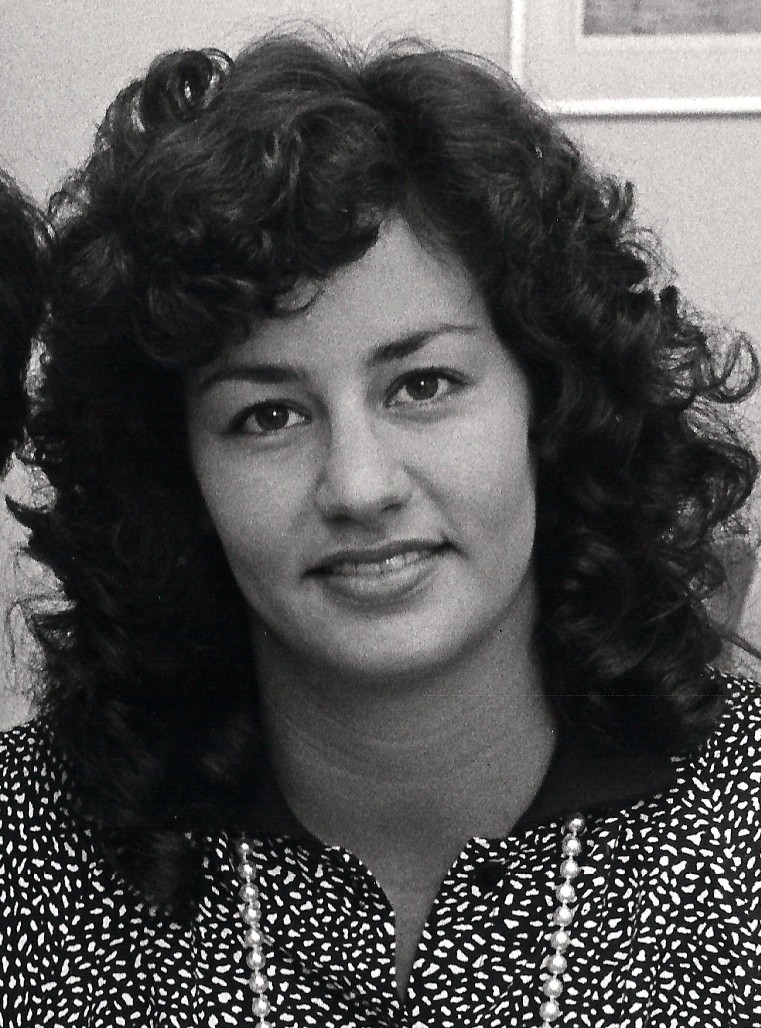
Cypher en 1987.

Cypher conoció en 1988 a la cantautora estadounidense Melissa Etheridge durante la filmación del videoclip de su canción «Bring Me Some Water». Un año después se separó de Phillips e inició una relación con la cantante. La cineasta afirmó que Etheridge era «muy cálida» y confesó que «hubo una conexión inmediata» aunque «la cuestión de género fue un poco confusa por un momento». En 1990, Cypher debutó como directora en el cortometraje Ardous Moon. Dos años después dirigió un videoclip del músico de country Tim McGraw y en 1994 dirigió el largometraje Teresa's Tattoo, protagonizado por C. Thomas Howell. En 1999 ganó el Premio Stephen F. Kolzak en la gala de los GLAAD Media Awards junto con Etheridge.
Durante su relación de diez años con Etheridge, Cypher dirigió algunos videoclips de la cantante como «You Can Sleep While I Drive» y «Nowhere to Go». De acuerdo con CBS News, Etheridge y Cypher conformaron una de las «parejas lésbicas más famosas» junto con Ellen DeGeneres and Anne Heche.  Cypher dio a luz a los dos hijos de la pareja: Bailey Jean (1997) y Beckett (1998). Ambas confesaron que el músico de rock David Crosby fue el encargado de aportar su esperma para la que la pareja pudiera concebir a través de inseminación artificial.

### Otros proyectos y actualidad
Cypher también se ha desempeñado como activista por los derechos de la comunidad LGBTI y por otras causas. Apareció junto con Etheridge en una campaña publicitaria para PETA titulada «Preferimos ir desnudas que llevar pieles».
En 2004 Cypher se casó nuevamente, esta vez con un hombre llamado Matthew Hale. Su hijo Beckett falleció a los 21 años después de una larga batalla con su adicción a las drogas.